# Nova Lima
Nova Lima est une ville du Minas Gerais, Brésil.

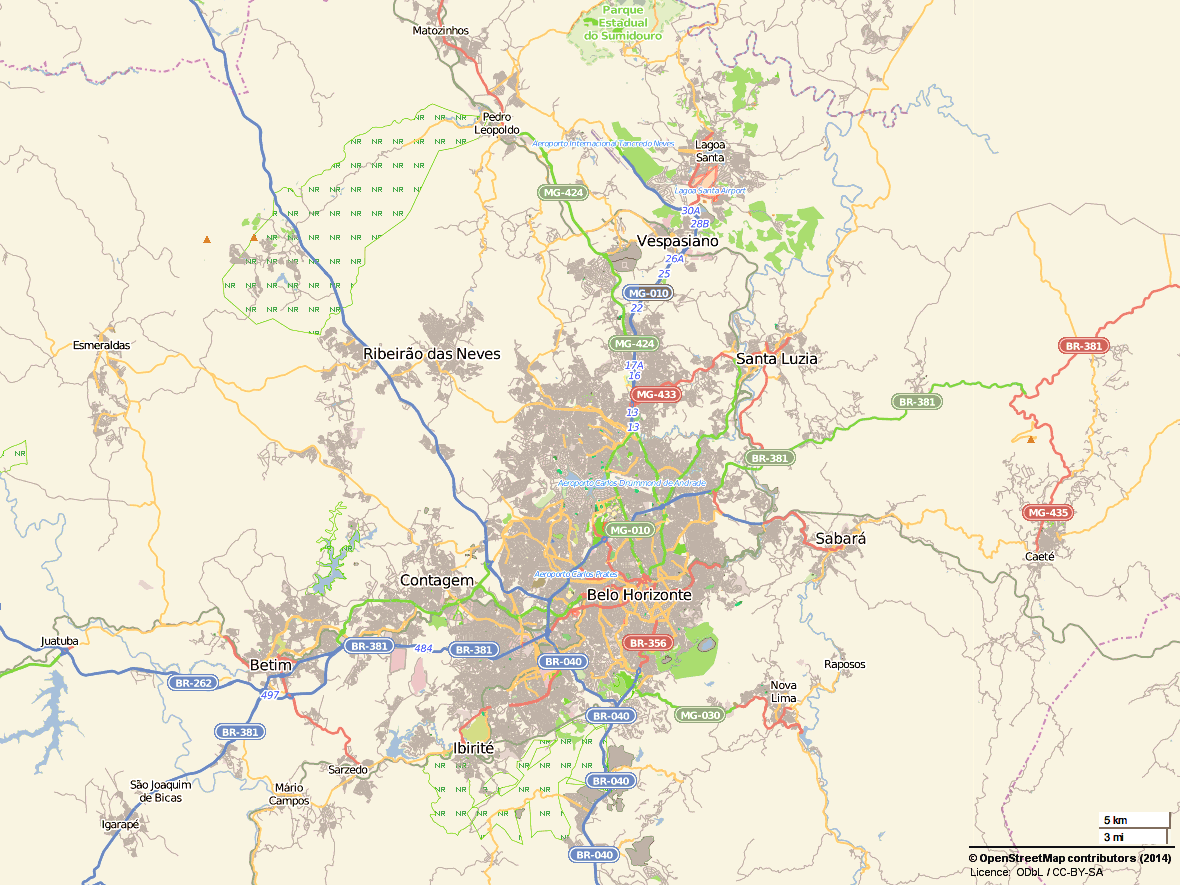
Belo Horizonte & Nova Lima
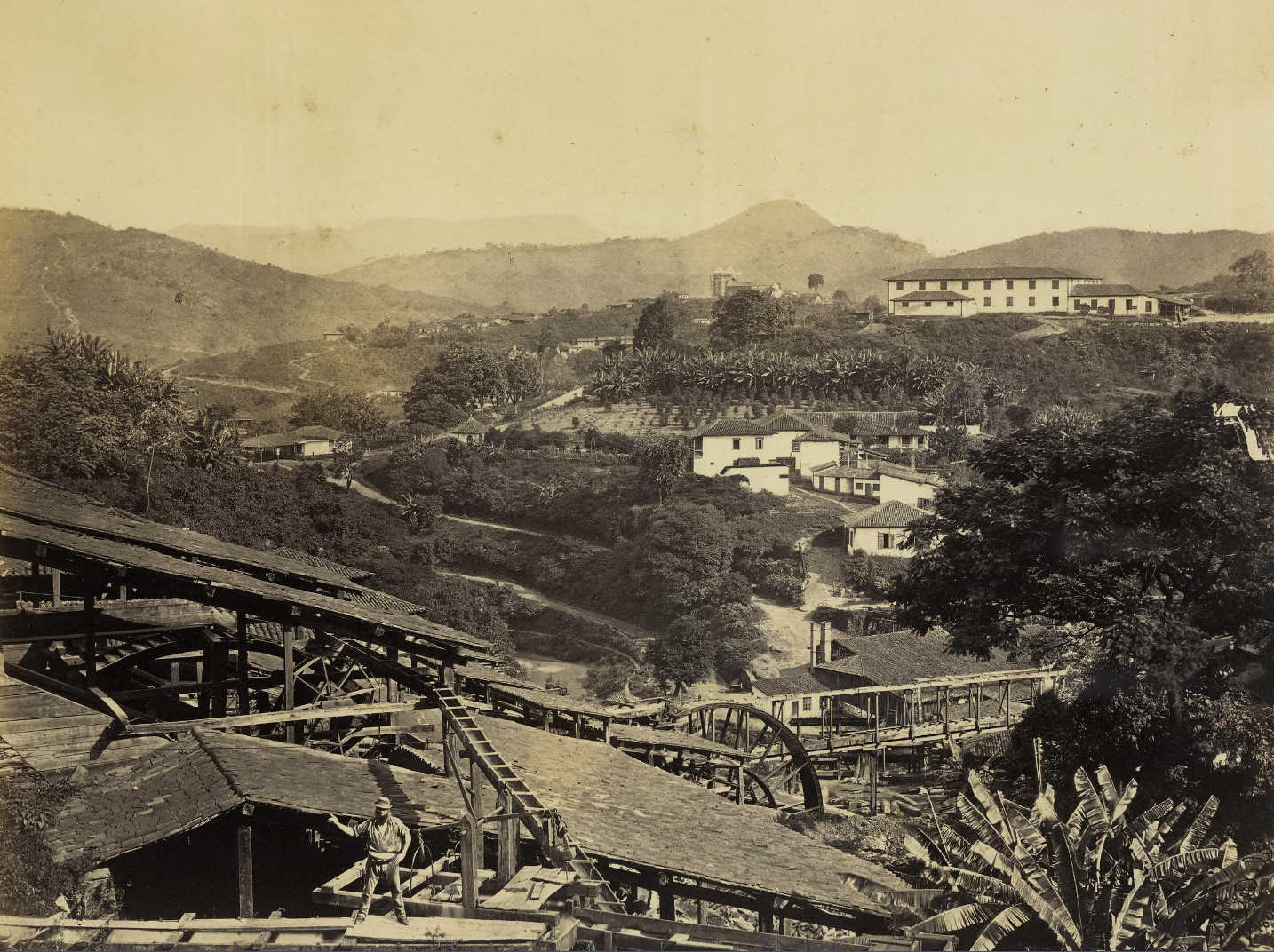
St John Del Rey Mining Co., ca. 1868
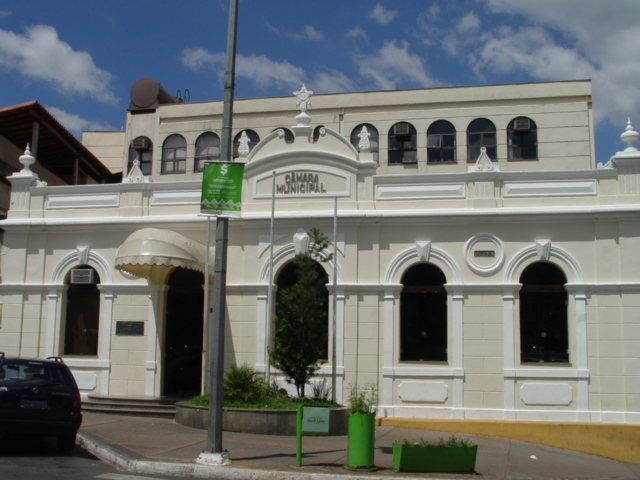
Câmara dos Vereadores
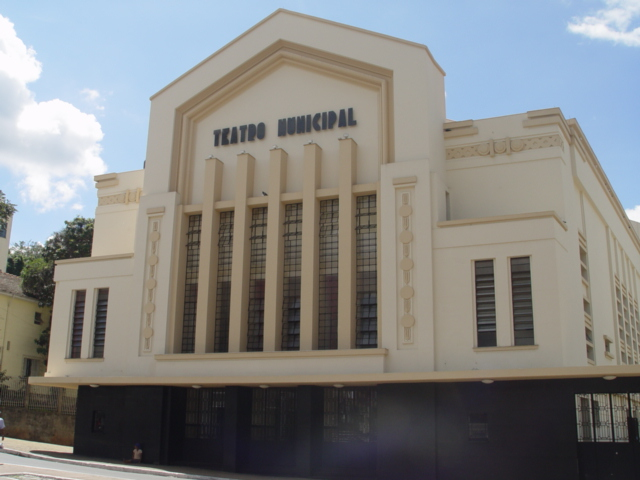
Teatro Municipal
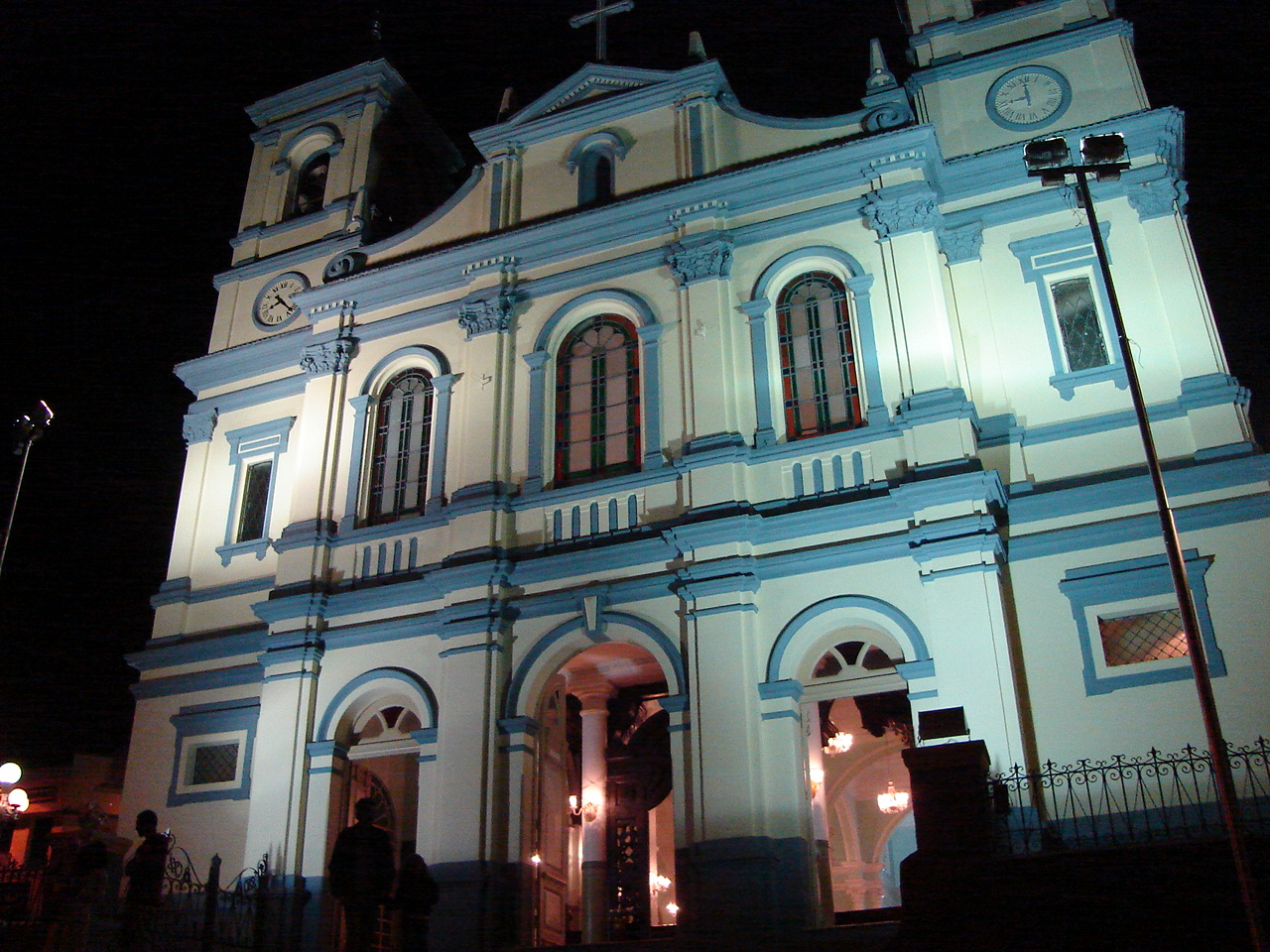
Matriz do Pilar
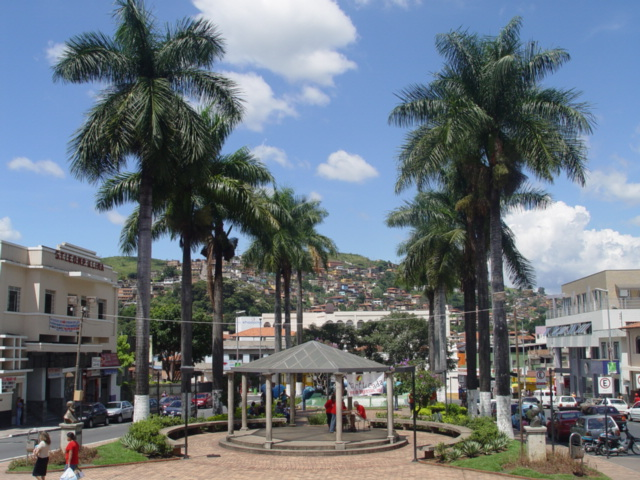
Praça Principal
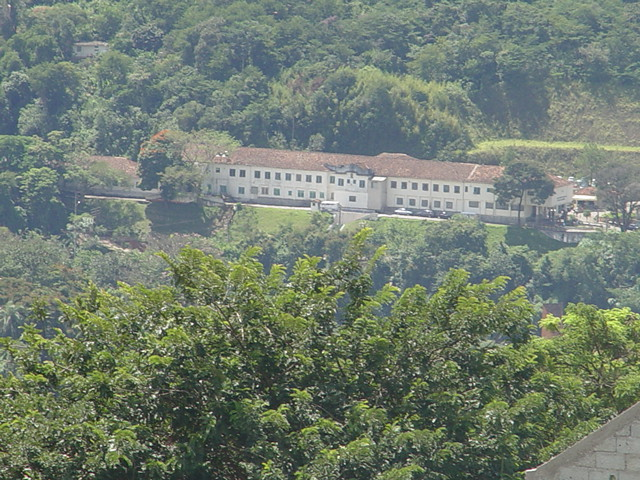
Hospital Nossa Senhora de Lourdes
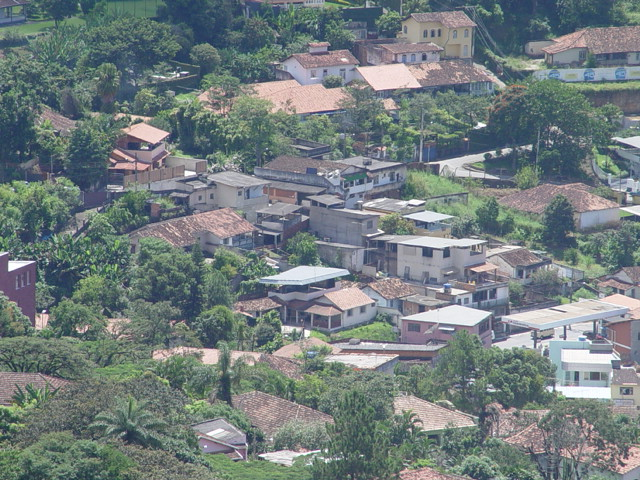
Bairro dos Ingleses
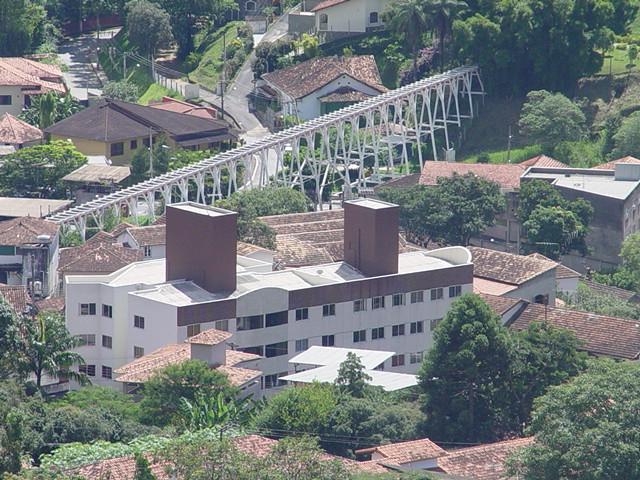
Bicame
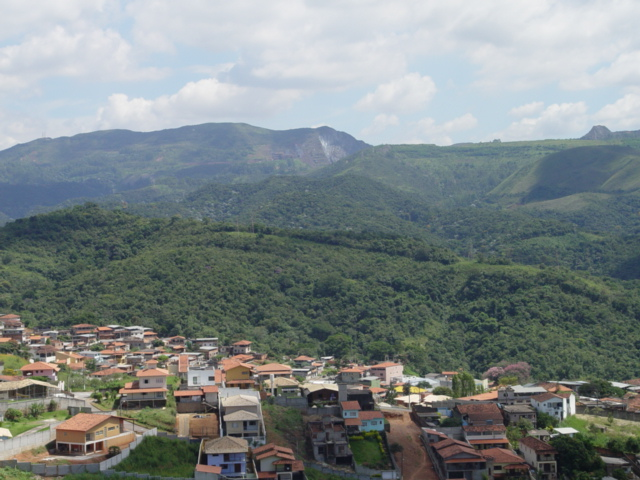
Vista parcial